# François de Simiane
François de Simiane  (né le 23 septembre 1518 et mort le 6 mai 1587)  est un ecclésiastique, évêque d'Apt de la seconde moitié du XVIe siècle.

## Biographie

### Origines
François est issu de la famille de Simiane. Il est le 2e des fils de Bertrand Rambaud V de Simiane, baron de Caseneuve et de Gordes, et de Perrote ou Pierrette de Pontevès, fille de Jean de Pontevès et de Sibylle de Castellane. Il est le cadet de Bertrand-Rambaud VI de Simiane, lieutenant général du Dauphiné et l'aîné de l'évêque Jean-Baptiste Rambaud de Simiane. Il rejoint l'ordre des Chartreux, devient profès, puis prieur à la chartreuse Notre-Dame-du-Val-de-Bénédiction, puis à la chartreuse de Bonpas.

### Carrière ecclésiastique
Il est religieux depuis trente ans quand, du fait du scandale provoqué par l'apostasie de son frère Jean-Baptiste Rambaud, de son vicaire général et d'une abbesse d'Apt, sa famille l'incite à assumer la commende de l'abbaye Saint-Sernin de Toulouse et le siège épiscopal abandonné par son frère. Il est confirmé par bulle pontificale du 18 mai 1571. En 1573, il réunit son clergé pour préparer l'Assemblée du clergé de Paris et en 1585, il participe au Concile provincial d'Aix-en-Provence.
Il meurt le 6 mai 1587, après avoir accordé au chapitre de chanoines de Saint-Sernin dix prébendes qu'il avait créées dans son abbaye.